# Mid-Town
Pour les articles homonymes, voir Midtown.
Mid-Town est une entreprise du secteur musical néerlandaise, tout d'abord un disquaire créé en 1987. Parmi ses activités, le label discographique Mid-Town Records, fondé en 1995 et dissous en 2012, a fortement contribué à l'émergence de la musique gabber, en particulier au travers du sous-label Rotterdam Records. La société a également à son actif l'organisation des soirées « Nightmare » qui ont structuré la culture gabber à Rotterdam.

## Histoire
En 1987, deux amateurs de musique, Hans Tieleman et René Bakker, décident de monter leur propre affaire d'import de disques. Ils sont en effet insatisfaits des ruptures d'approvisionnement dont sont victimes les tendances et les sons dont ils nourrissent les programmes de leur propre émission de radio, Free Radio Rotterdam, et veulent ainsi mettre fin à ces difficultés. Ils ouvrent tout d'abord une boutique dans le quartier de Rotterdam-Zuid (nl) à Rotterdam, baptisé « Mid-Town », qui propose un grand choix de disques importés d'italo disco, de dance et de house music. Par la suite, un deuxième point de vente est ouvert dans le centre de Rotterdam.
Peu après, la société Mid-Town se lance dans la production ; elle crée pour cela trois labels, Rotterdam Records avec à sa tête DJ Paul, Interdance dirigé par les deux personnes qui seront connus par la suite sous le nom de Klubbheads, et Mid-Town Records. Après trois disques sortis sous le label Rotterdam Records grâce auxquels  Paul Elstak va faire connaître au public les premiers sons gabbers, Rotterdam Records accueille le titre Poing! de Rotterdam Termination Source. Le grand succès de ce titre rapporte suffisamment d'argent à la maison mère Mid-Town pour lui permettre de s'assurer une croissance rapide, et de s'imposer comme un acteur majeur de l'industrie du disque au Benelux. Mid-Town Distribution, la filiale spécialisée dans la vente des productions de Mid-Town, est fondée sur cette base, et un troisième magasin ouvre ses portes. Au sommet de son extension, Mid-Town dispose de douze points de vente aux Pays-Bas, les deux magasins historiques de Rotterdam, mais aussi à Amsterdam, La Haye, Utrecht, Eindhoven et Zwolle. Mid-Town ouvre également un magasin franchisé à Adélaïde en Australie.
Dans le même temps, et sur une idée de Paul Elstak, Mid-Town participe à la promotion de la vague gabber dès son origine. En coorganisant avec UDC l'événement « A Nightmare in Rotterdam » à l'Energiehal en 1993, premier de la série des soirées « Nightmare », Mid-Town va également intégrer le groupe des sociétés de production événementielle qui comptent aux Pays-Bas. Les soirées Nightmare s'enchaînent jusqu'en septembre 1995, pour s'arrêter brusquement, puis reprendre en 2004.
À partir de 2008, les résultats sont en chute libre, Mid-Town est contraint de fermer la majorité de ses points de vente ; mi-2010, c'est au tour du magasin de Rotterdam-Zuid de fermer, puis celui situé au centre de Rotterdam baisse le rideau en septembre 2010. Aujourd'hui[Quand ?], il ne reste plus que le magasin d'Eindhoven qui est en activité, avec une zone de chalandise s'étendant sur tout le nord des Pays-Bas, la Belgique et l'Allemagne. Néanmoins, afin de faire face à la mutation du secteur, à la fois affecté par la crise économique mondiale et le téléchargement de musique en ligne, Mid-Town réoriente sa politique commerciale en ouvrant une boutique en ligne, y vendant vinyles, CD et DVD, ainsi que des articles de merchandising.

## Activités
L'activité de Mid-Town a été, depuis sa création en 1987, d'abord axée sur le commerce de vinyles d'artistes et labels orientés techno, hardcore, gabber, acid, au gré des évolutions de la musique électronique. Puis l'activité s'est diversifiée avec le chamboulement du secteur au milieu des années 2000. L'activité d'organisateur d'événements est également concentrée autour du concept « Nightmare », actuellement en sommeil. Quant à l'activité de label discographique, créée en 1995 sous le nom de Mid-Town Records, elle est déclarée en faillite le 2 octobre 2012. En 2014, il ne demeure donc que l'activité de distributeur de musique.

### Mid-Town Distribution
Au siège de Mid-Town Distribution, vingt-cinq personnes travaillent dans les divers départements de l'activité, boutique en ligne, studio d'enregistrement et montage vidéo. Mid-Town Distribution assure la distribution des vingt sous-labels de Mid-Town Records, et assure la distribution exclusive de plus d'une soixantaine de labels, qui produisent des artistes trance, techno, electro, minimal, house, hardcore et gabber, hardstyle ou encore jumpstyle. La vente concerne à la fois les supports physiques de musique, mais également des matériels de djing et de merchandising.

### Mid-Town Records
Le label Mid-Town Records a accueilli de nombreux artistes au sein de ses différents sous-labels, tout au long de son existence.
Sous-labels
- Blue Records
- Clubbb Box
- Dance 2 O
- Detonated Jumptraxx
- E-Centric Records
- Forze Records
- H2OH Recordings
- Massive Drive
- Neophyte Records
- Rotterdam Records
- Rotterdam Tekno
- Seismic Records
- Selektiv
- Symp.tom
- Terror Traxx
- Tindy Tunes
- Tremble Tracks
- Very Disco Records
- Vinylized Recordings
- Wasted
- X-Trax

Artistes
- Paul Elstak - jusqu'en 1997
- Rotterdam Termination Source

### Organisation événementielle
Mid-Town assure en propre l'organisation — ou la coorganisation, en particulier avec United Dance Company — d'événements.
Événements annuels
- Nightmare ; Nightmare Outdoor
- The Ultimate Seduction

Événements ponctuels
- 15 Years Of Rotterdam Records
- Terrordome
- Hardcore To The Bone
- Neophyte World Tour, tournée mondiale de Neophyte